# Stylopage rhynchospora
Stylopage rhynchospora är en svampart som beskrevs av Drechsler 1939. Stylopage rhynchospora ingår i släktet Stylopage och familjen Zoopagaceae.   Inga underarter finns listade i Catalogue of Life.